# Cevide

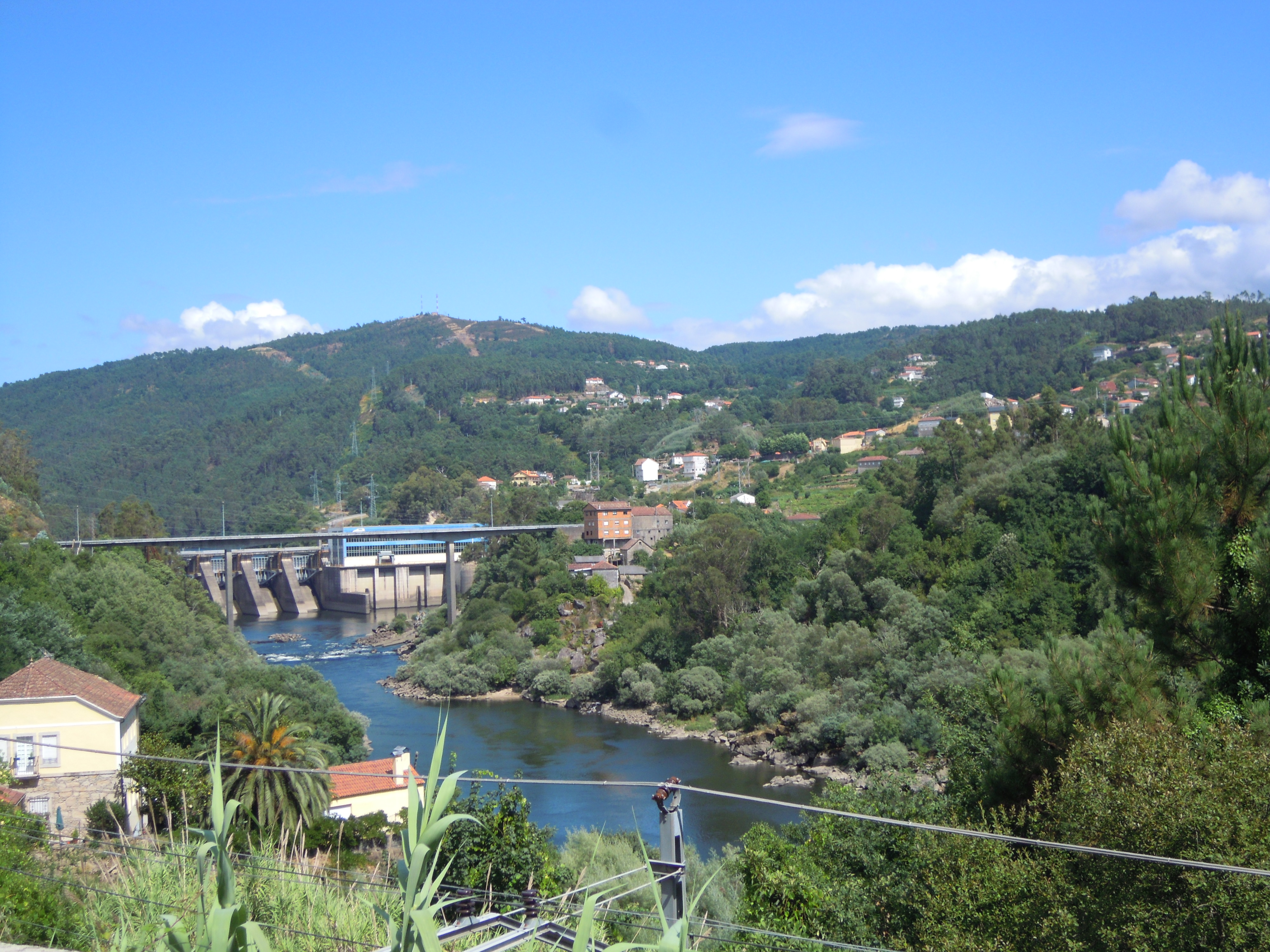
Cevide (a la derecha en la imagen), en la margen izquierda del Río Miño.

Cevide es una pequeña aldea conocida por ser el punto más septentrional de Portugal. Se localiza en el Distrito de Viana do Castelo y en la subregión de Alto Minho en la freguesia de Cristoval en el municipio de Melgaço, muy próximo al río Miño, el cual forma la frontera con España.
Es bordeado por Crecente en la Provincia de Pontevedra y Padrenda en la Provincia de Orense. La desembocadura del río Trancoso (o Barxas) en el río Miño marca el punto más norte de todo Portugal.